# Гаврилович, Алексей Викторович
Алексе́й Ви́кторович Гаврило́вич (бел. Аляксей Віктаравіч Гаўрыловіч; род. 5 января 1990, Пинск, Брестская область) — белорусский футболист, защитник минского «Динамо». Мастер спорта Республики Беларусь международного класса.

## Карьера

### Клубная
Воспитанник СДЮШОР-3 города Пинска. Первый тренер — Сергей Сильвестрович Позняк.
Профессиональную карьеру начал в минском «Динамо» в 2008 году, выступал за дубль. В сезоне 2009 года дебютировал в чемпионате Беларуси в заключительном матче чемпионата с могилёвским «Днепром» и стал победителем чемпионата среди дублирующих составов. В 2011 году закрепился в главной команде. Сезон 2012 года провёл в аренде в «Нафтане».
В январе 2013 года перешёл в клуб «Гомель», став частью сделки по трансферу Игоря Кузьменка в минское «Динамо». Как стало известно позже, Алексей заключил двухлетний контракт с гомельским клубом. Дебютировал за «Гомель» 17 марта 2013 года в кубковой игре против ФК «Минск». В начале сезона главный тренер экспериментировал с составом и ставил Алексея то на края защиты, то опорным полузащитником. Но по прошествии нескольких туров Гаврилович вернулся на позицию центрального защитника, где составил пару с капитаном «Гомеля» Сергеем Концевым. 7 июля 2013 года забил первый гол «Гомель» в игре против жодинского «Торпедо». Сезон 2014 начал в качестве правого защитника, однако вскоре был переведён на левый фланг. В январе 2015 года продлил контракт с клубом. Через некоторое время проходил просмотр в российской «Мордовии», но в результате остался в «Гомеле». В сезоне 2015 был одним из лидеров команды, играя в центре обороны. В июле обратился в федерацию футбола по поводу нарушений клубом финансовых обязательств перед ним, в результате чего по взаимному согласию покинул клуб.
В августе 2015 года подписал контракт со «Слуцком». Закрепился в основе клуба, но по окончании сезона в ноябре 2015 года покинул команду.
В январе 2016 года присоединился к бобруйской «Белшине», а в июле того же года перешёл в «Динамо-Брест». В течение сезона 2017 года являлся капитаном команды. В сезоне 2018 был дисквалифицирован на четыре игры из-за травмы, нанесенной футболисту Неманье Милуновичу во время матча с БАТЭ. 19 июля 2018 года контракт был расторгнут по соглашению сторон. 23 июля 2018 заключил контракт с клубом «Динамо» (Минск), где быстро закрепился в стартовом составе. Во второй половине 2019 года исполнял обязанности капитана команды.
В январе 2020 года подписал контракт с клубом «Окжетпес». В феврале 2021 года стал игроком гродненского «Немана». В сезоне 2021/22 играл в российской ФНЛ-2 за клуб «Чайка» Песчанокопское, с сезона 2022/23 — в команде первой лиги «Волгарь» Астрахань. В июне 2023 года покинул астраханский клуб по окончании срока действия контракта.
В августе 2023 года футболист присоединился к минскому «Динамо». В сезоне-2024 отличился во всех 3 евротурнирах: забил решающий гол «Пюнику» в квалификации Лиги чемпионов, поразил ворота «Линкольна» в отборе Лиги Европы и принес победу «Динамо» над «Ларном» на общем этапе Лиги конференций.

### В сборной
Выступал за молодёжную сборную Беларуси. Участник Олимпийских игр 2012 в Лондоне. Сыграл на турнире во втором матче против сборной Бразилии, выйдя на замену на 81-й минуте (1:3).
9 ноября 2017 года дебютировал за национальную сборную Беларуси, выйдя на замену во втором тайме товарищеского матча против Армении (1:4).

## Достижения
«Нафтан»
- Обладатель Кубка Беларуси: 2011/12

«Динамо-Брест»
- Обладатель Кубка Беларуси: 2016/17, 2017/18
- Обладатель Суперкубка Беларуси: 2018

«Динамо» Минск
- Чемпион Беларуси (2): 2023, 2024
- Обладатель Суперкубка Беларуси: 2025

## Статистика
| Сезон | Дивизион | Клуб                  | Страна                    | Матчи | Голы |
| ----- | -------- | --------------------- | ------------------------- | ----- | ---- |
| 2009  | Д1       | Динамо (Минск)        | Флаг Беларуси (1995—2012) | 1     | 0    |
| 2010  | Д1       | Динамо (Минск)        | Флаг Беларуси (1995—2012) | 7     | 0    |
| 2011  | Д1       | Динамо (Минск)        | Флаг Беларуси (1995—2012) | 24    | 0    |
| 2012  | Д1       | «Нафтан» (Новополоцк) | Флаг Беларуси (1995—2012) | 25    | 0    |
| 2013  | Д1       | Гомель                |                           | 30    | 1    |
| 2014  | Д1       | Гомель                |                           | 28    | 0    |
| 2015  | Д1       | Гомель                |                           | 13    | 1    |
| 2015  | Д1       | Слуцк                 |                           | 12    | 0    |
| 2016  | Д1       | Белшина (Бобруйск)    |                           | 14    | 1    |
| 2016  | Д1       | Динамо-Брест          |                           | 14    | 0    |
| 2017  | Д1       | Динамо-Брест          |                           | 19    | 0    |
| 2018  | Д1       | Динамо-Брест          |                           | 13    | 1    |
| 2018  | Д1       | Динамо (Минск)        |                           | 13    | 2    |
| 2019  | Д1       | Динамо (Минск)        | 22                        | 0     |      |
| 2020  | Д1       | Окжетпес              |                           | 16    | 0    |

## Личная жизнь
Женат на Олесе Бабушкиной, гимнастке, бронзовой призёрке Олимпийских игр 2008 года. В семье трое детей. Сын Артём участвовал в передаче «Лучше всех» в 2019 году.